# Mariano del Friuli
Mariano del Friuli (friulski - Mariàn) – miejscowość i gmina we Włoszech, w regionie Friuli-Wenecja Julijska, w prowincji Gorycja.
Według danych na rok 2004 gminę zamieszkuje 1538 osób, 192,2 os./km².